# Perleidus
Il perleido (gen. Perleidus) è un pesce estinto, appartenente agli attinotterigi. Visse tra il Triassico inferiore e il Triassico medio (240 – 225 milioni di anni fa) e i suoi resti si ritrovano in numerose parti del mondo (Europa, Asia orientale, Africa occidentale, Madagascar, Groenlandia e Spitsbergen).

## Descrizione

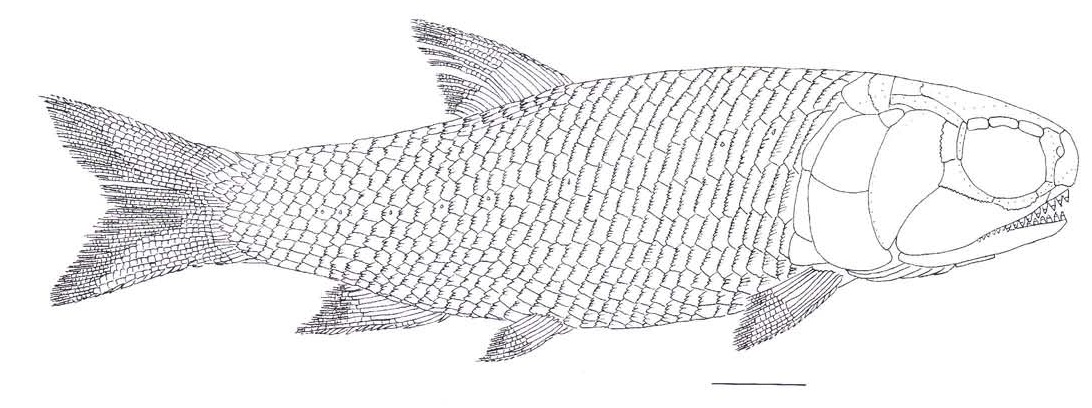
Ricostruzione di Perleidus altolepis'

Lungo circa una quindicina di centimetri, Perleidus possedeva un corpo piuttosto compatto e forte, dotato di una pinna dorsale molto arretrata, come la maggior parte dei pesci ossei primitivi. Il cranio era robusto e dotato di grandi scaglie ganoidi, grandi occhi e forti denti (presenti in misura minore ma di maggiori dimensioni rispetto ai pesci ossei più antichi). La coda non era più dotata di un lobo superiore maggiormente sviluppato, ma di due lobi di lunghezza quasi uguale, che permettevano un nuoto più veloce. La pinna dorsale e quella anale, inoltre, erano molto flessibili a causa della riduzione del numero di raggi ossei; questi ultimi erano più robusti alla base ed erano allineati con strutture di sostegno all'interno del corpo.

## Classificazione
Un tempo considerato un membro del grande gruppo dei paleonisciformi (che comprendeva tutti gli attinotterigi primitivi), il perleido era in realtà una forma ben più evoluta: erano presenti ancora le pesanti scaglie ganoidi che ricoprivano tutto il corpo, ma le mascelle erano sospese sotto il neurocranio e le pinne si erano modificate per un maggiore controllo dell'acqua. Perleidus dà il nome all'ordine dei Perleidiformes, un gruppo di pesci molto diffusi vissuti in tutto il mondo nel corso del Triassico.

## Fossili italiani e svizzeri
Il perleido prende il nome dalla cittadina di Perledo, in provincia di Lecco, dove sono stati ritrovati i primi resti fossili. I primi fossili furono scoperti alla fine dell'Ottocento, ma solo nel 1910 vennero descritti come appartenenti a un nuovo genere di pesci. La specie tipo è Perleidus altolepis. Altri esemplari ben conservati appartenenti a questa specie sono stati ritrovati nella Formazione di Besano in località di Ca' del Frate (provincia di Varese) e al Monte San Giorgio (Svizzera).

## Stile di vita
Il perleido, come tutte le forme affini, era un predatore d'acqua dolce, che catturava piccoli pesci grazie ai robusti denti acuminati e alla grande bocca che poteva spalancarsi velocemente. La coda quasi simmetrica (omocerca) garantiva un notevole controllo della mobilità.